# Rubus probativus
Rubus probativus är en rosväxtart som beskrevs av Liberty Hyde Bailey. Rubus probativus ingår i släktet rubusar, och familjen rosväxter. Inga underarter finns listade i Catalogue of Life.